# Cerkiew św. Mikołaja w Jarosławiu (Rublenyj Gorod)
Cerkiew św. Mikołaja – XVII-wieczna prawosławna cerkiew w Jarosławiu, w historycznej dzielnicy Rublenyj Gorod. Nie jest użytkowana liturgicznie.

## Historia
Cerkiew została zbudowana w 1695 z datków ludzi posadskich żyjących i pracujących w Rublenym Gorodzie, miejscu, gdzie żyli rzemieślnicy budujący statki do spływu Wołgą i Kotoroślą. Pierwotnie stanowiła część większego kompleksu kremla; jest jedyną zachowaną do naszych czasów budowlą w jego obrębie. W związku z taką lokalizacją budowla jest, dla odróżnienia od cerkwi św. Mikołaja Mokrego i cerkwi św. Mikołaja Nadieina, nazywana cerkwią św. Mikołaja Rublenogo lub cerkwią św. Mikołaja Rublenyj Gorod. Prawdopodobnie powstała na miejscu starszej, drewnianej cerkwi. 
W 1918 budynek poważnie ucierpiał podczas antybolszewickiego powstania, zaś w 1920 został zamknięty. Przez kilkadziesiąt lat stał pusty; dopiero w latach 80. XX wieku zaadaptowano go na pracownie konserwatorskie Muzeum Artystycznego w Jarosławiu, które nadal w nim funkcjonują. 

## Architektura
Murowana cerkiew została zbudowana w stylu jarosławskim. Zaprojektowano ją na maksymalnie uproszczonym planie, przewidując jedynie wzniesienie jednej nawy, obszernego przedsionka i dzwonnicy. Dzwonnica cerkwi została ustawiona ponad wysokim gankiem prowadzącym do nawy świątyni. Wieńczy ją bardzo wysoki dach namiotowy z wąskimi łukami, w których zawieszono dzwony. Dzwonnicę zdobią również lukarny. Cała cerkiew została nakryta czterospadowym dachem i  zwieńczona pięcioma kopułami na wysokich, bogato dekorowanych bębnach. Ściany świątyni są praktycznie pozbawione dekoracji, z wyjątkiem fryzów otaczających bębny; okna cerkwi rozmieszczono w niszach. Również we wnętrzu obiektu sakralnego nigdy nie wykonano fresków.